# Nutrigenética
A dieta de uma pessoa é mais do que o número de calorias que consome ou a relação de proteínas com carboidratos ou gorduras.
A nutrição é reconhecida como um dos principais fatores ambientais envolvidos com o surgimento e/ou desenvolvimento de uma série de doenças crônicas.
Doenças crônicas têm etiologia bastante complexa, com contribuição importante do componente genético.
O perfil genético faz com que os indivíduos respondam de forma diferente aos alimentos ou a nutrientes específicos.
As variações nas necessidades nutricionais e na interação de certos nutrientes com a genética, determinam a bioquímica e os fatores metabólicos que apresentam valores diferentes nos indivíduos.
A necessidade de nutrientes é uma característica multifatorial, pois depende de uma série de fatores como altura (poligênico), peso (poligênico), idade, estado fisiológico e genética. Como caráter multifatorial, se distribui numa população através de uma curva normal. 
Os valores de recomendação diária são projetados para suprir a necessidade de nutrientes da população. Os valores tem sido calculados, considerando-se a soma de dois desvios padrão (2DP) à média das necessidades de uma população, como forma de garantir que sejam satisfeitas as necessidades da maior parte da população (97,5%), não cobrindo pequenos grupos com necessidades especiais, tanto quanto aqueles com anormalidades genéticas, metabólicas ou desordens metabólicas.
A genômica Nutricional é uma ramificação recente da genética que tem por objetivo melhorar a saúde através da: personalização da dieta e manipulação das interações entre os genes e a dieta. A Genômica Nutricional é um termo amplo que surgiu para englobar a Nutrigenética, a Nutrigenômica e a Epigenômica nutricional. As abordagens aplicadas na Genômica Nutricional visam à compreensão das interações entre a nutrição e o genoma buscando entender como a dieta interage com o genoma humano, influenciando a saúde e a doença. Assim, as pesquisas que vem sendo realizadas nesta área tentam desvendar como os compostos bioativos dos alimentos interagem com a estrutura e a expressão dos nossos genes, bem como, entender a repercussão da nossa variabilidade genética nas nossas necessidades nutricionais e no risco de doenças crônicas, através de estudos de polimorfismos gênicos.
Nutrigenética e nutrigenômica são considerados domínios científicos da genômica nutricional que utilizam abordagens distintas de estudo para elucidar a interação entre genes e dieta.Nutrigenética é a ciência que estuda os efeitos da variação genética nas respostas à nutrição. É o estudo da identificação, classificação e caracterização de variações genéticas (polimorfismos) capazes de modificar o metabolismo e a utilização de nutrientes pelo organismo. É uma ferramenta para ajudar os nutricionistas a criarem dietas personalizadas de acordo com o perfil genético do cliente.
Nutrigenômica é a ciência que estuda os efeitos da nutrição na expressão e função dos genes. Estuda o efeito modulador dos compostos químicos presentes nos alimentos sobre a síntese e estabilidade do DNA e a expressão gênica, visando a melhoria da qualidade de vida, a prevenção de doenças e promoção da saúde.
Mais de 100 genes possuem alelos de risco para o desenvolvimento da obesidade e acúmulo de ácidos graxos no tecido adiposo, estando entre os mais estudados os genes: o Fator Associado à Massa Gorda e Obesidade (“fat mass and obesity associated”, FTO), Receptor de melanocortina 4 (“Melanocortin 4 receptor”, MC4R), Receptor Ativado por Proliferador de Peroxissomos (“Peroxisome proliferator-activates receptor”, PPAR), Apoliproteína 2 e 5 (APOA2 e APOA5), Leptina (LEP), Receptor de Leptin receptor (LEPR),  Grelina (GHRL), Perilipina 1(PLIN1), Gene Induzido por Insulina 2 (INSIG2), Receptor Adrenergico B2 e B3 (ADRB2 e ADRB3), Proopiomelanocortina (POMC), e gene “Niemann-Pick C1” (NPC1) .